# Histoire de la création du roman Le Double

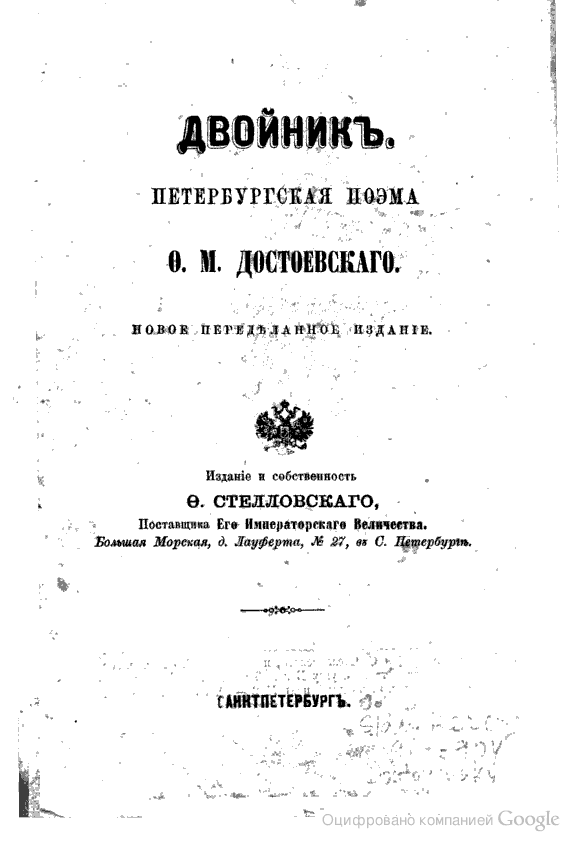

L'histoire de la création du roman Le Double (en russe : История создания повести «Двойник») commence le 4 mai 1845, quand l'écrivain russe Fiodor Dostoïevski, ayant terminé son premier roman Les Pauvres Gens, écrit à son frère Mikhaïl qu'il a déjà des projets pour de nouvelles aventures : « J'ai beaucoup de nouvelles idées, qui, si le premier roman a du succès, renforceront ma renommée littéraire ». Selon le critique littéraire Gueorgui Friedländer, dès ce moment, l'écrivain avait la possibilité de développer son récit Le Double.

## Début du travail
D'après le journal personnel de Dostoïevski, il se met au travail pour son projet directement, c'est-à-dire dès l'été 1845. Il se trouvait à cette époque à Reval, invité par son frère aîné Mikhaïl,, avec lequel il partage ses premières idées et lit les fragments de textes déjà écrits. Au départ, il croyait terminer le récit au mois d'août. Mais à la fin de l'été, selon la correspondance de Dostoïevski, il se donne une période de répit avant de poursuivre. Il retourne à Saint-Pétersbourg et, au mois de septembre, il informe son frère qu'il a trouvé de nouvelles idées et les a déjà développées pour améliorer son plan.

## Travail sur l'histoire
Le travail sur le récit s'est poursuivi durant l'automne et au début de l'hiver 1845. Selon son médecin personnel, Stepan Ianovski, Dostoïevski s'intéressait à la littérature médicale spécialisée « sur les maladies cérébrales et du système nerveux, sur les maladies mentales et sur le développement du crâne selon le système de la phrénologie, répandu à cette époque après les travaux de Franz Joseph Gall sur la question ». Cela permet à l'écrivain de présenter très précisément les troubles mentaux de son personnage principal. Au début du mois d'octobre, Dostoïevski écrit à son frère Mikhaïl que le récit progresse avec peine pour son éditeur Vissarion Belinski, du fait du caractère complexe du personnage principal Jacob Petrovitch Goliadkine : « Qu'est-ce qu'il a ! C'est un gredin, un scélérat ! Au début du mois de novembre, il ne voulait absolument plus poursuivre sa carrière. Et c'est maintenant qu'il s'explique … Et moi, son écrivain, il me met dans une situation très désavantageuse… Vissarion Belinski me presse de terminer Goliadkine… ».
Durant toute la préparation du roman Le Double, Vissarion Belinski s'est beaucoup intéressé au projet de Dostoïevski du fait qu'il avait été très impressionné par son premier roman Les Pauvres Gens. Belinski a d'ailleurs recommandé un récit de Dostoïevski non encore édité à l'éditeur de la revue politico-littéraire les Annales de la Patrie, Andreï Kraïevsky. Après en avoir parlé avec le jeune écrivain, celui-ci promet à Kraïevsky un nouveau récit pour les premiers mois de l'année qui suit, 1846. Dostoïevski s'attendait à terminer Le Double à la mi-novembre, mais le 16 novembre, il écrit à son frère qu'il ne terminera pas à temps : « Goliadkine n'est toujours pas terminé ; il faut absolument que je termine pour le 25 ». Finalement, il termine le 28 janvier 1846, et écrit à ce propos à son frère : « …J'ai terminé dans les plus brefs délais et donc pour le 28 janvier, ce gredin de Goliadkine. C'est terrible ! Voilà comme les hommes calculent : je voulais finir fin août et j'ai continué jusqu'en février ! ».
Au moment où il termine son récit Le Double, Dostoïevski l'apprécie beaucoup : «Goliadkine est dix fois mieux que Les Pauvres Gens… Vraiment, j'ai réussi on ne peut mieux ». Surtout en comparaison avec les ouvrages encore inachevés que l'on trouve dans l'entourage de Belinski. L'écrivain Ivan Tourgueniev a lu les premiers chapitres de Goliadkine, de même d'autres membres du cercle de Belinski, au début du mois de décembre 1845 : « Lors d'une soirée, je me souviens qu'Ivan Tourgueniev était là, il n'a écouté que la moitié de ce que je lisais, a apprécié puis est sorti, il était très pressé ».
De tous les textes manuscrits de la première période de création de Dostoïevski, seule une partie des croquis de Le Double a été conservée. La plupart des documents relatifs à ce récit et à d'autres du début de sa carrière ont soit été détruits par l'écrivain lui-même, avant son arrestation en 1849, soit ont été saisis après son arrestation et détruits à la fin de l'instruction.

## Publications et réactions
Le janvier 1846, la censure autorise la publication du récit. La première publication de Le Double date du premier février 1846, dans le deuxième numéro des Annales de la Patrie avec le sous-titre Les aventures de Monsieur Goliadkine. Une fois qu'il a été entièrement publié dans la revue, les membres du cercle de Belinski se sont montrés déçus. Dostoïevski est éprouvé et se sent coupable de tromper les attentes de ses lecteurs et d'avoir gâché son travail. Tant et si bien qu'en avril, il tombe malade de chagrin.
L'attitude de l'auteur a changé plusieurs fois en fonction des réactions des lecteurs. Dans une lettre à son frère, datée d'octobre 1846, il est clair qu'il pense retravailler et republier son récit. Mais dès novembre, il change d'avis. En avril 1847, l'écrivain revient à cette idée de nouvelle rédaction et publication. Mais cela ne se réalise pas du fait de son arrestation en décembre 1849 et de l'exil en Sibérie qui a suivi.

## Après l'exil
Quand il revient d'exil Dostoïevski montre qu'il n'a pas abandonné l'idée de retravailler son texte. À l'automne 1859, de Tver il écrit à son frère qu'il prévoit d'inclure dans un recueil une version du Double complètement modifiée. Mais dès le 9 octobre, il remet une nouvelle fois cette révision du texte, et ne l'envisage plus qu'en cas de publication réussie d'autres œuvres : «„Le Double“ est exclu et je l'éditerai plus tard, avec succès dans une édition revue et avec une préface ». C'est ainsi qu'en 1860 le récit n'a pas été inclus dans la première version en deux tomes des œuvres de Dostoïevski.
D'après les brouillons de l'écrivain des années 1861 à 1864, l'idée de retravailler son récit ne le quitte pas. On trouve dans ces brouillons de nombreuses scènes et épisodes répétés, chaque fois enrichis de nouveaux détails et précisions. À cette époque, Dostoïevski travaille comme journaliste dans les revues Le Temps et L'Époque, de sorte que dans sa nouvelle rédaction, il envisage d'inclure des sujets pointus d'actualité. Dans les brouillons de l'écrivain on trouve les matériaux destinés à finaliser Le Double à côté de remarques, de réflexions à propos d'autres œuvres du début des années 1860.

### Idées traitées
D'après les notes de Dostoïevski on peut conclure que durant les années 1861 à 1864 il est arrivé à la conclusion que l'intrigue du récit devait être étendue par de nouveaux épisodes. Goliadkine-cadet devrait promettre à Goliadkine-aîné de l'aider pour tout. La transformation de Goliadkine-cadet, ami imaginaire, en un ennemi déclaré devrait être accompagnées de nouvelles scènes, d'aveux, d'un duel même. Goliadkine devrait devenir progressiste, se montrer dans la haute société et aux réunions du Cercle de Petrachevski. Goliadkine-aîné devrait reconnaître et afficher ses rêves de devenir Napoléon, Périclès, un meneur de l'insurrection russe.
D'autre part, de nombreux et importants sujets d'actualité devraient apparaître dans le récit. Ainsi, si, dans la rédaction primitive, Goliadkine-aîné considère sincèrement les chefs, les supérieurs comme des pères, des bienfaiteurs, dans la version nouvelle, Goliadkine-cadet devrait poursuivre en analysant en profondeur les rapports de tous les Russes à l'autorité. Des polémiques devraient apparaître à propos du nihilisme et de l’athéisme, ce dont Dostoïevski pensait déjà parler dans les années 1860.
Malgré de nombreux projets de 1861 à 1864, la révision du récit n'a jamais été réalisée. Toutes ces idées sur Le Double sont restées dans les cahiers de l'écrivain.

## Recyclage du récit
Le recyclage du Double n'a occupé Dostoïevski que durant l'été 1866, quand il préparait le troisième tome de ses œuvres rassemblées en une seule édition. À ce moment, l'écrivain a refusé d'élargir l'œuvre aux développements imaginés précédemment. Selon Friedlander, Dostoïevski considérait sans doute que l'ajout de ces développements gâcherait l'intention originale et violerait l'unité du récit initial.
L'écrivain a essayé d'accélérer l'action en enlevant à son récit les épisodes qui en ralentissaient le cours : la réflexion du héros sur l'imposture du Double, une partie des dialogues entre Goliadkine-aîné et Goliadkine-cadet, une partie de la correspondance entre Goliadkine et son ancien collègue N. Vahrameïev. Il comptait en lieu et place de ces épisodes se concentrer sur les problèmes sociaux, moraux et psychologiques évoqués dans son récit.
Par ailleurs, Dostoïevski a eu son attention attirée sur des remarques de la critique et a éliminé un certain nombre de répétitions et de titres de chapitres comiques. Les chapitres du récit ont été numérotés différemment. Le sous-titre de l'histoire a été modifié. Au lieu du sous-titre Les aventures de Monsieur Goliadkine il choisit le sous-titre Poème Pétersbourgeois, pour marquer, selon les chercheurs, une correspondance avec le roman de Nicolas Gogol Les Âmes mortes, qui avait reçu le sous-titre de Poème). Dans l'édition séparée du roman en 1866, c'est la nouvelle version du récit qui est présentée.
Révisant ses précédents récits en 1877, Dostoïevski note que son idée était sérieuse, mais qu'il n'a pas réussi à l'exprimer comme il fallait : « Je n'ai pas réussi, mais mon projet était clair, et je n'ai jamais écrit quelque chose de plus sérieux. Mais c'est dans la forme du récit que je n'ai pas réussi <…> si je reprenais cette idée et que l'expliquais une nouvelle fois, je lui donnerais une forme toute différente; mais en 1846, je n'ai pas trouvé la forme et je n'ai pas maîtrisé le récit».